# 睡袋

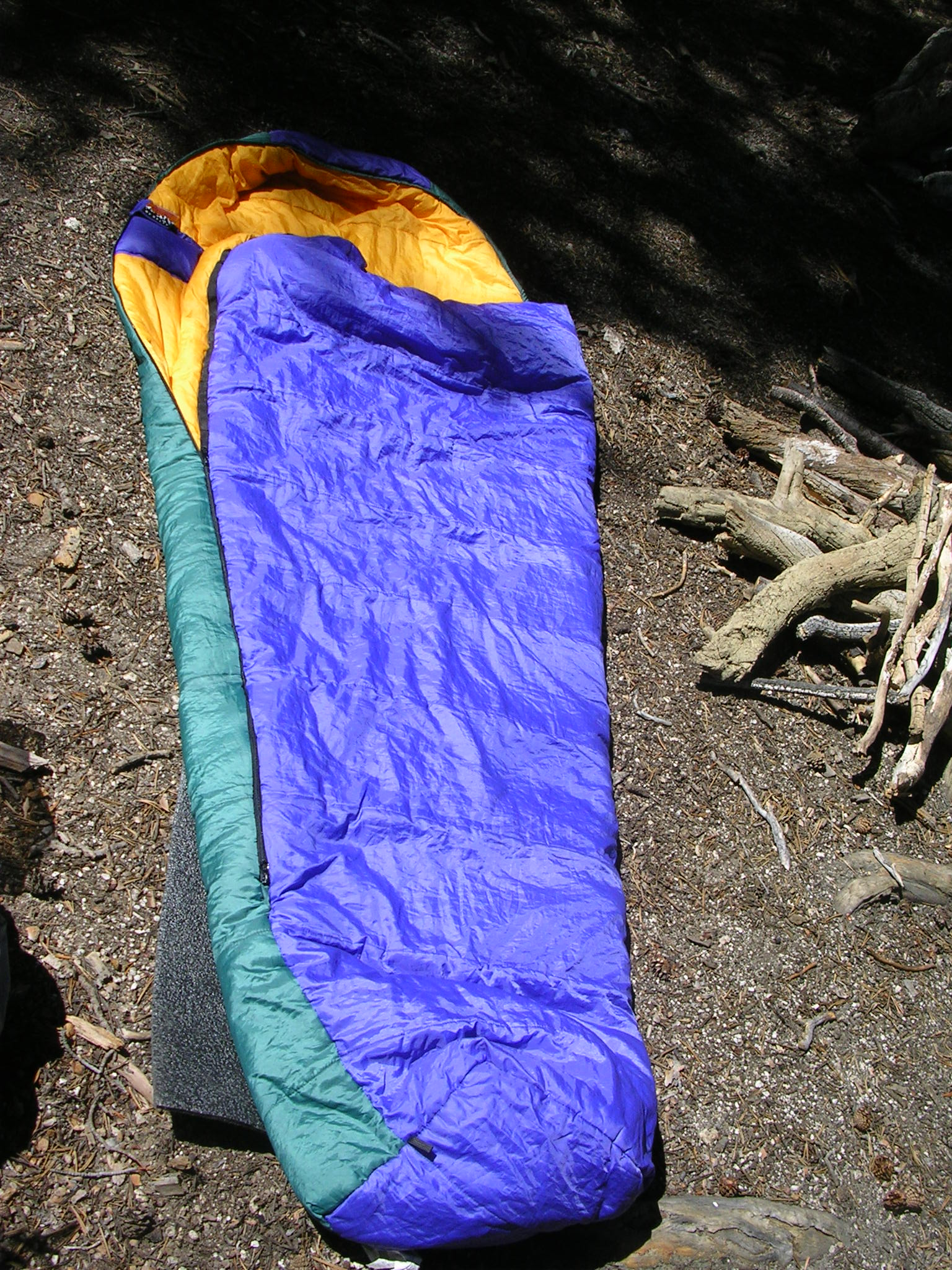
木乃伊睡袋

睡袋是一种人们用于睡眠的保护性“袋状物”，他的原型是一条可以通过拉链或类似物封闭的毛毯，功能在于人们无法携带完整的床时作为其替代品。它最初的目的是保暖和绝缘。同时，它也在某种程度上具备防风、防水（ 及雪 ）并避免暴露的特点。事实上，在以上方面帐篷所表现的功能更加强大。睡袋的底面已提供了一定的缓冲，而睡垫却还常常被用到。露营袋（bivy）是一种睡袋防水封套，被轻装旅行者当作帐篷的替代品，也有人将它视为气候恶劣条件下的备用品。

## 设计款式
普通睡袋就是一条毛毯，在一边或两边安装了拉链，使它能对折起来并维持该状态。这种类型的睡袋在打包时是被两折或三折，然后卷起用绷带或绳索扎紧。这样的基本设计可以满足大多数野营的需求，但是对于比较苛刻的环境就不大适用了。第二种主流睡袋，源于它的造型，有时也被称做木乃伊睡袋，它在很多关键的地方都和上一种大有区别。
- 它从头至尾呈倒锥型，减少了体积和表面积，并提高了整体的保温性能。还有部分的睡袋是专为女性量身定做的。
- 它通常不是一链到底。拉链无论对于哪一种睡袋都是其隔离性的一大缺陷。和倒锥型一样这种设计也是有助于保护足部，通常这个部位比身体的其他部位更容易散失热量。
- 在头部附近它通常会配有一条拉绳，有助于防止热空气外泄。
- 木乃伊睡袋一般无法卷成矩形包裹。但能比较方便地装入储物袋或压缩袋中。

## 填充材料

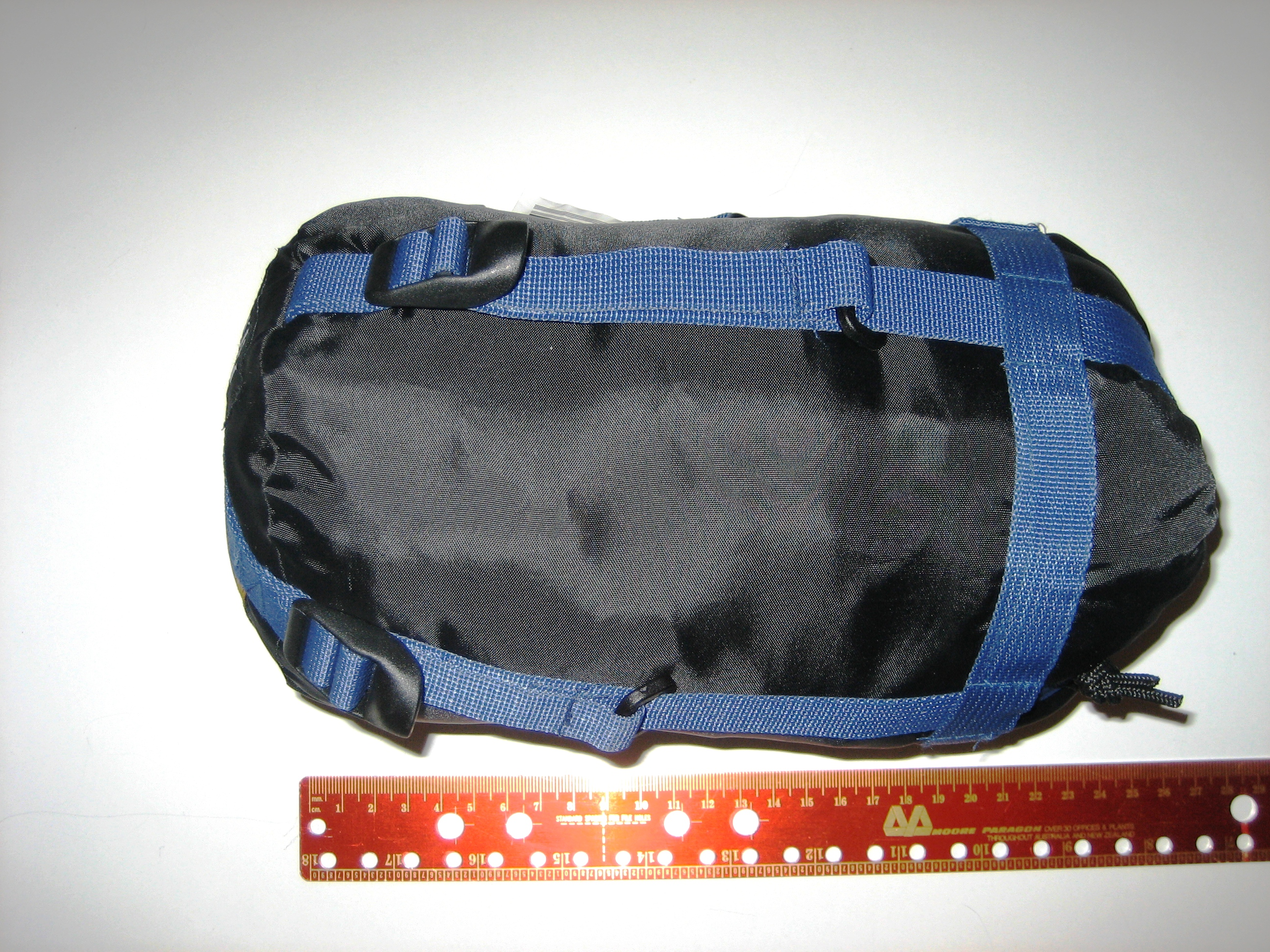
根据测量一个高度压缩的睡袋在打包后长23厘米/9英寸，截面直径12厘米/5英寸，而展开时可达到210厘米×65厘米/6.9英尺×2.1英寸

众多不同的绝缘材料都可被采用在睡袋上。职业户外运动者一般都倾向于合成填充物如Primaloft（一种俗称“人造羽绒”的超柔软拒水性超细纤维）或羽绒，关于这些材料的优势人们已经争论了很多年了。
合成填充物不易吸水、速乾、即便完全浸湿依然保暖。这些特性对使用者会有救生作用，比如，在寒冷的某一天睡袋意外掉入河中的时候。同时，合成材料结实有弹性，在人体的重压下也有较好的隔离效果。合成材料亦能比羽绒更快地膨起，使其比羽绒睡袋更快地产生隔离作用。不足的是，合成材料无法如羽绒般压缩，令这样的睡袋在非使用时占据更大的空间。此外，合成的隔离层较其天然成分的对手更易破损。
羽绒填充物比合成填充物轻且保暖性更强，花费也更高。羽绒必须保持干燥，浸湿了的羽绒睡袋隔离性降低，不如不用，还会导致体温下降。最近，新技术研发的睡袋均加入了防水层，可以在较潮湿的环境下使用。根据推荐，在长期放置时，应将睡袋置于较大的储物袋（贮藏袋）内，而不是小型旅行袋（压缩袋）中。尽管如此，很多常规的背包客和徒步旅行者认为将睡袋悬挂，并不时地在衣架上小心地调整睡袋的位置，使其避免产生“死角”（一小块填充物被挤压变形不再能使用）是长期保存睡袋最好的方法。
其他的材料，特别是棉和羊毛，也曾被用于睡袋上。羊毛的抗水性非常好同时也能抗压，但比起其他材料重量较大。棉具有强吸水性和较大重量，但它低廉的价格使其成为诸如驻扎野营用品等的不二之选，此时以上的缺陷也无关紧要了。

## 温度等级

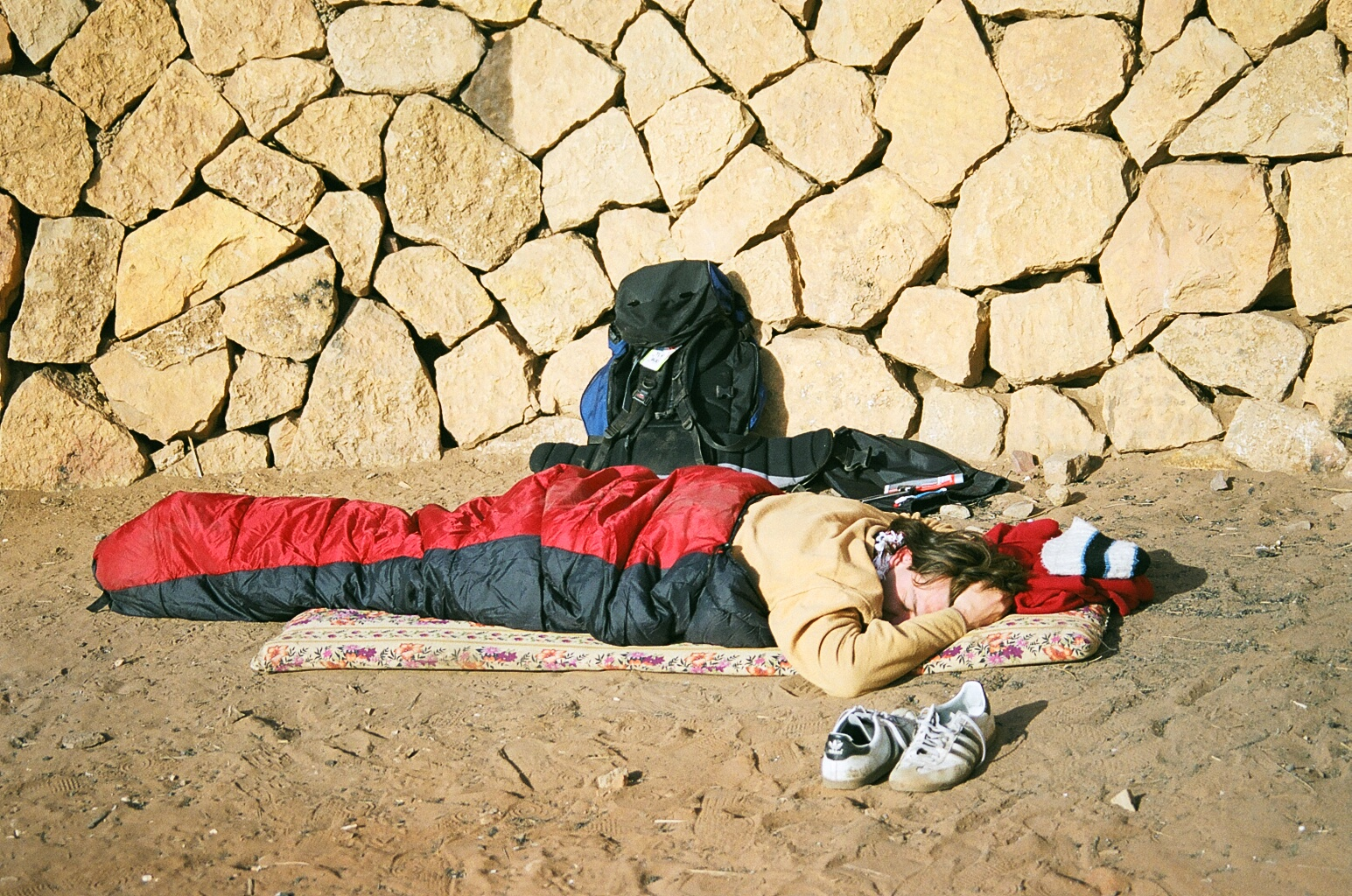
睡袋中的人

在欧洲，新的欧洲标准EN 13537 规范了睡袋使用的温度。一项根据人体热量的测试提供了四种温度等级：
- 上限 是一位‘正常的’成年男性能够在未额外排汗的状态下享有一夜舒适睡眠的最高温度。
- 适限 根据一位‘正常的’成年女性享有一夜舒适睡眠制定。
- 下限 根据一位‘正常的’成年男性被认为能享有一夜舒适睡眠的最低温度制定。
- 极限 是一位‘正常的’成年女性纯生存等级。这是一个极端的维持生存的级别，此级别不适用于一般性用途。

位于适限和下限温度间的过渡区域被认为是最佳的选购指南。

## 室内睡袋
室内睡袋，有时被称作睡眠袋，运用广泛，通常特别是儿童使用较多。它们一般没有设计成防风雨型，通常是以自然纤维取代户外睡袋普遍采用的合成纤维加工而成。